# Anaespogonius fulvus
Anaespogonius fulvus là một loài bọ cánh cứng trong họ Cerambycidae.